# جرائم الحرب الإسرائيلية
تُشير جرائم الحرب الإسرائيلية إلى جرائم الحرب التي ارتكبتها إسرائيل منذ قيامها عام 1948.
في تقرير من 249 صفحة يتعلق بحرب لبنان عام 2006، طلبت هيومن رايتس ووتش من الأمين العام للأمم المتحدة تشكيل لجنة تحقيق دولية للتحقيق في تقارير انتهاكات إسرائيل لقوانين الحرب، بما في ذلك جرائم الحرب المحتملة. وقالت منظمة العفو الدولية، في تقرير لها، إنه خلال النزاع الذي دام شهراً في لبنان، استهدفت إسرائيل عمداً البنية التحتية المدنية وارتكبت جرائم حرب.
وبحسب مايكل لينك، مقرر الأمم المتحدة الخاص المعني بحالة حقوق الإنسان في الأرض الفلسطينية المحتلة منذ عام 1967، فإن «المستوطنات الإسرائيلية تنتهك الحظر المطلق على نقل قوة محتلة لأجزاء من سكانها المدنيين إلى أرض محتلة». لذلك طلب من المجتمع الدولي اعتبار إنشاء المستوطنات الإسرائيلية جريمة حرب بموجب نظام روما الأساسي للمحكمة الجنائية الدولية لعام 1998.
في عام 2021، طلبت منظمة العفو الدولية، التي وثقت «أربع هجمات مميتة شنتها إسرائيل على منازل سكنية دون سابق إنذار»، من المحكمة الجنائية الدولية التحقيق على الفور في هذه الهجمات التي قد ترقى إلى جرائم حرب أو جرائم ضد الإنسانية.
حققت هيومن رايتس ووتش في ثلاث غارات إسرائيلية خلال الأزمة الإسرائيلية الفلسطينية 2021 أسفرت عن مقتل 62 مدنيا فلسطينيا حيث لم تكن هناك أهداف عسكرية واضحة في المنطقة المجاورة، وخلصت إلى أن إسرائيل انتهكت قوانين الحرب وأن أفعالها ترقى على ما يبدو إلى جرائم حرب.
في عام 2021، فتحت المدعية العامة للمحكمة الجنائية الدولية فاتو بنسودة، تحقيقًا في جرائم حرب إسرائيلية مزعومة في الأراضي الفلسطينية منذ 13 يونيو 2014.

## حرب 1948
وقعت ما يصل إلى 70 مجزرة خلال حرب 1948. وفقًا لبيني موريس، قتل جنود اليشوف ما يقرب من 800 مدني عربي وأسرى حرب في 24 مذبحة. ويورد الباحث الفلسطيني سلمان أبو ستة 33 مجزرة، نصفها وقعت خلال الحرب. فيما يسرد صالح عبد الجواد وقوع القتل العشوائي للأسرى والمدنيين دون أن تشكيلهم تهديد على الجنود الإسرائيليين في 68 قرية.

## حرب الأيام الستة
خلال حرب الأيام الستة عام 1967، اتُهم الجيش الإسرائيلي بقتل الجنود المصريين الأسرى والجنود الفارين والمدنيين. وقال عدد قليل من الجنود إنهم شهدوا إعدام سجناء عزل. وقال غابي برون، الصحفي في يديعوت أحرونوت، إنه شهد إعدام خمسة سجناء مصريين. وقال مايكل بار زوهار إنه شهد مقتل ثلاثة أسرى حرب مصريين على يد طباخ، وقال مئير بايل إنه يعرف العديد من الحالات التي قتل فيها الجنود أسرى حرب أو مدنيين عرب.
نُقل عن أوري ميلشتاين، المؤرخ العسكري الإسرائيلي، قوله[15] إنه كان هناك العديد من الحوادث في حرب 1967 قُتل فيها جنود مصريون على يد القوات الإسرائيلية بعد أن رفعوا أيديهم استسلامًا. وقال ميلستين: "لم تكن هذه سياسة رسمية، ولكن كان هناك مناخ يسمح بالقيام بذلك". "قرر بعض القادة القيام بذلك، والبعض الآخر رفض. لكن الجميع كانوا على علم بالأمر". وتأكدت المزاعم القائلة بأن الجنود المصريين الفارين إلى الصحراء تعرضوا لإطلاق النار في التقارير المكتوبة بعد الحرب. يقتبس المؤرخ والصحفي الإسرائيلي توم سيغيف، في كتابه "1967"، قول أحد الجنود: "تم إرسال جنودنا لاستكشاف مجموعات من الرجال الهاربين وإطلاق النار عليهم. كان هذا هو الأمر، وقد تم تنفيذه بينما كانوا يحاولون فعلاً للهروب"
في سبتمبر 1995، ذكرت صحيفة نيويورك تايمز أن الحكومة المصرية اكتشفت مقبرتين جماعيتين ضحلتين في سيناء بالعريش تحتويان على رفات ما بين 30 إلى 60 سجينًا مدنيًا وعسكريًا مصريًا يُزعم أن الجنود الإسرائيليين أطلقوا النار عليهم خلال حرب عام 1967. ورفضت إسرائيل متابعة الاتهامات بسبب قانون التقادم الذي يبلغ 20 عاما. طلب السفير الإسرائيلي في القاهرة، ديفيد سلطان، إعفاءه من منصبه بعد أن قالت صحيفة الشعب المصرية اليومية إنه مسؤول شخصيا عن مقتل 100 أسير مصري، على الرغم من أن السفارة الإسرائيلية ووزارة الخارجية نفتا هذه التهمة. وبعد تقاعده، اعترف العميد في الاحتياط أرييه بيروه بقتل 49 أسير حرب مصريًا في سيناء في مقابلات.
في يونيو 2000، ذكرت صحيفة الوفد المصرية أنه تم اكتشاف مقبرة جماعية في رأس سدر، تحتوي على رفات 52 سجينًا قتلوا على يد المظليين الإسرائيليين خلال الحرب، الذين قتلوا الوحدة المستسلمة. وقال التقرير إن بعض الجماجم بها ثقوب الرصاص، مما يشير إلى الإعدام. وخضعت التقارير الأولية في صحيفة هآرتس الإسرائيلية للرقابة. وذكرت صحيفة نيويورك تايمز أن ما يصل إلى 300 مصري أعزل قتلوا في حرب 1967 و1956.

## الإبادة الجماعية 2023

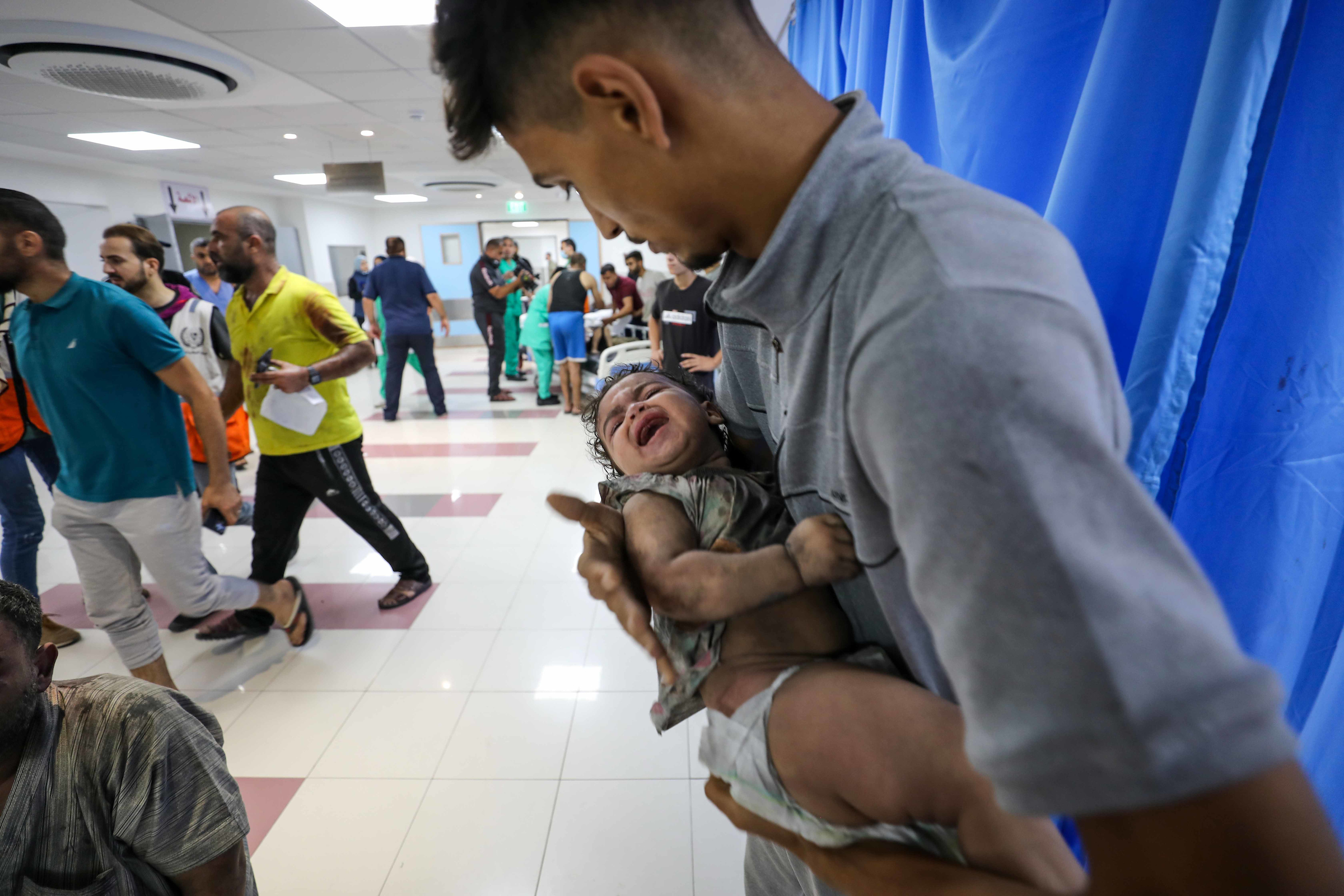
مسعفون ينقلون طفلاً فلسطينيًا جريحًا إلى مستشفى الشفاء في مدينة غزة - قبل قصفها - إثر غارة جوية إسرائيلية في شهر اكتوبر 11, 2023.

تم توجيه عدة اتهامات لإسرائل بارتكاب جرائم حرب ضد المدنيين أثناء حربها مع حماس عام 2023

وقالت لجنة التحقيق الدولية المستقلة التابعة للأمم المتحدة في الأراضي الفلسطينية المحتلة أن هناك "أدلة واضحة بالفعل" على جرائم حرب وستتبادل الأدلة مع السلطات القضائية، بما في ذلك سلطات المحكمة الجنائية الدولية التي تحقق حالياً في جرائم الحرب المرتكبة في الأراضي الفلسطينية المحتلة.
وحتى 17 مارس 2024، قُتل أكثر من 30000 ألف فلسطيني على يد إسرائيل منذ 7 أكتوبر/تشرين الأول، وكان ما يصل إلى 70% من اجمالي عدد الشهداء من النساء والأطفال.

وسّعت مؤسسات حقوق الإنسانالإشارة لتورط الولايات المتحدة الأمريكية في جرائم الحرب، وكذلك النقاد السياسيون مشيرين إلى أن إدارة بايدن في الولايات المتحدة أعطت موافقة على جرائم الحرب الإسرائيلية

### عقاب جماعي
تم وصف معظم الإجراءات التي اتخذها الجيش الإسرائيلي بأنها عقاب جماعي، وهي جريمة حرب تحظرها المعاهدات في كل من النزاعات المسلحة الدولية وغير الدولية، وبشكل أكثر تحديدًا المادة 3 المشتركة في اتفاقيات جنيف والمادة 6 من البروتوكول الثاني. وقال كريستوس كريستو، الرئيس الدولي لمنظمة أطباء بلا حدود، إن ملايين المدنيين في غزة يواجهون "عقابًا جماعيًا" بسبب الحصار الإسرائيلي على الوقود والدواء. ووصفت بعثة من المقررين الخاصين بالأمم المتحدة الغارات الجوية الإسرائيلية على غزة بأنها شكل من أشكال العقاب الجماعي، قائلين إن الغارات الجوية "محظورة تماماً بموجب القانون الدولي وتصل إلى حد جريمة حرب". وفي الواقع، اتهم الرئيس الإسرائيلي إسحاق هرتسوغ السكان في غزة بمسؤولية جماعية عن الحرب. وتأكيداً على الاتهامات بالعقاب الجماعي، كتب يسرائيل كاتس وزير الطاقة الإسرائيلي: "في الواقع، سيدتي عضوة الكونغرس. علينا أن نرسم خطاً.. لن يحصلوا على قطرة ماء أو بطارية واحدة حتى يغادروا العالم"."

#### الحصار على غزة
في 9 أكتوبر/تشرين الأول 2023، أعلن وزير الدفاع الإسرائيلي، يوآف غالانت، عن حصار كامل على غزة، شمل قطع الإمدادات الأساسية مثل الكهرباء والغذاء والمياه والغاز، واصفاً جيشه بأنه يحارب حيوانات بشرية. وقد دل هذا القرار - الإرهابي - على إثبات انتهاكات قوانين الحرب، حيث حُرم المدنيون من الضروريات الأساسية. وشجبت وحذرت الأمم المتحدة من أن أي حصار يعرض حياة المدنيين للخطر من خلال حرمانهم من السلع الأساسية، حيث أن هذا محظور بموجب القانون الإنساني الدولي ،ولم تتخذ إلى الآن إجراء فعلي لوقف هذا الحصار.
وصف توم دانينباوم، خبير في قانون الحصار في جامعة تافتس، سياسة إسرائيل الصريحة المتمثلة في الحصار التام والحرمان بأنها "مثال واضح بشكل غير طبيعي على تجويع المدنيين كوسيلة للحرب، وهو انتهاك لا لبس فيه لحقوق الإنسان". إن تجويع المدنيين، بما في ذلك من خلال منع إمدادات الإغاثة، هو جريمة حرب.
فيما رد نتنياهو على التهم الموجهة لإسرائيل قائلاً "يجب أن تتذكروا ما فعله العماليق بنا،هذا ما يقوله الكتاب المقدس،نحن نتذكر ونحارب" مشيراً الى ما يأمره به الكتاب المقدس تجاه العمالقة وقتلهم إبتدائاً من الرجال مروراً بالنساء والأطفال وحتى الرضع ""فَالآنَ اذْهَبْ وَاضْرِبْ عَمَالِيقَ، وَحَرِّمُوا كُلَّ مَا لَهُ وَلاَ تَعْفُ عَنْهُمْ بَلِ اقْتُلْ رَجُلًا وَامْرَأَةً، طِفْلًا وَرَضِيعًا، بَقَرًا وَغَنَمًا، جَمَلًا وَحِمَارًا».(سفر صموئيل الأول 15: 3)"" متخذاً هذه النصوص مرجعاً له في الحرب.

#### الوصول الى المياه والطعام
وكجزء من الحصار الإسرائيلي على غزة، تم قطع كافة سبل الحصول على المياه والطعام. المادة 51 من قواعد برلين للموارد المائية تمنع المقاتلين من إزالة المياه أو البنية التحتية للمياه للتسبب في الوفاة أو إجبارها على التحرك. في 14 أكتوبر/تشرين الأول، أعلنت UNRWA أن غزة لم يعد لديها مياه شرب نظيفة، وأن مليوني شخص معرضون لخطر الموت بسبب الجفاف. وفي 15 أكتوبر/تشرين الأول، وافقت إسرائيل على استئناف إمدادات المياه إلى جنوب غزة؛ ومع ذلك، أفاد عمال الإغاثة والمتحدث باسم الحكومة بعدم توفر المياه. ووصف كبير دبلوماسيي الاتحاد الأوروبي جوزيب بوريل قطع إسرائيل للمياه بأنه "لا يتوافق مع القانون الدولي". وفي 22 فبراير لعام 2024 أعلن سكان غزة عن أكلهم لعلف الحيوانات بعد نفاذ مخزون الغذاء في القطاع.    وعبر أليكس دي وال، الخبير في الأزمات الإنسانية والمجاعة عن هذه الأزمة "أخطر مجاعة منذ 75 عاما".